# حرض (حجة)

تعديل مصدري - تعديل

حرض هي مدينة ومركز مديرية حرض بمحافظة حجة اليمنية، بلغ تعداد سكانها 32934 نسمة حسب الإحصاء الذي أجري عام 2004.